# Голятин (пам'ятка природи)
Голя́тин — ботанічна пам'ятка природи загальнодержавного значення в Україні. Розташована в межах Хустського району Закарпатської області, на північний схід від села Голятин. 
Площа 42 га. Статус присвоєно згідно з рішенням облвиконкому від 25.07.1972 року № 243, розп. РМ УРСР від 14.10.1975 року № 780-р, ріш ОВК від 23.10.1984 року № 253. Перебуває у віданні ДП «Міжгірське лісове господарство» (Ізківське л-во, кв. 9, вид. 39, 41, 42, 44). 
Охороняються реліктові насадження сосни звичайної з сосною чорною віком до 170 років на висоті 650–900 м. У трав'яному покриві — цінні лікарські рослини (орлики трансільванські, первоцвіт дрібний, пізньоцвіт осінній та інші).

### Території природно-заповідного фонду у складі пам'ятки природи «Голятин»
- Пам'ятка природи місцевого значення «Сосна звичайна», ботанічна.